# 上田心子
上田心子，原寫為上田心仔，是臺灣桃園市楊梅區的一個傳統地域名稱，位於該區北部。相較於今日行政區，其範圍大致與上田里相近。

## 歷史
台灣清治末期至日治初期，上田心子地區為一街庄，稱為「上田心仔庄」，隸屬於竹北二堡。該庄北與埔頂庄，九斗庄、犁頭洲庄為鄰，東南與高山頂庄為鄰，南邊一小段與水尾庄為界，西南邊為上陰影窩庄。
1901年（日治明治三十四年）11月，全台廢縣廳改設二十廳，該庄隸屬於桃仔園廳。1903年（明治三十六年），改名桃園廳。1909年（明治四十二年）10月，合併二十廳為十二廳，該庄隸屬不變。1920年（大正九年），廢十二廳改設五州二廳，該庄改制並雅化為「上田心子」大字，隸屬於新竹州中壢郡楊梅庄，大字下有「營盤腳」、「田寮子」、「田心子」小字名。1941年，楊梅庄升格為楊梅街。
戰後楊梅街改制為楊梅鎮，隸屬於新竹縣，大字亦改制為里。1950年桃、竹、苗分治，楊梅鎮改隸屬於桃園縣。2010年8月，楊梅鎮因人口達15萬而改制為楊梅市。2014年12月，桃園縣升格為直轄桃園市，楊梅市改制為楊梅區。

## 交通
市道115號是觀音至芎林的道路，大致以西北—東南走向經過上田心子地區西部，向西北可前往新屋、觀音等地，向東南轉南可經楊梅市區前往新埔、芎林，續行延伸道路過頭前溪橋可通往省道台68線（東西向快速公路－南寮竹東線）的芎林交流道。
省道台31線又稱「高鐵橋下桃園段道路」，是蘆竹至湖口與高鐵並行的平面幹道，大致以東北—西南走向經過本地區西北部，向東北可前往新屋、中壢、大園、蘆竹的高鐵沿線各地，向西南可前往楊梅、湖口的高鐵沿線各地。